# Karlsøya
Karlsøya  is een eiland in de provincie Troms in Noorwegen. Het eiland maakt  deel uit van de gemeente Karlsøy.  Het hoogste punt is Veten met 206 meter. Er wonen nog zo'n 40 mensen op het kleine eiland, voor een deel hippies die het eiland in de jaren 70 van de twintigste eeuw hadden ontdekt.